# Drapetis panyasis
Drapetis panyasis är en tvåvingeart som beskrevs av Seguy 1950. Drapetis panyasis ingår i släktet Drapetis och familjen puckeldansflugor.
Artens utbredningsområde är Niger. Inga underarter finns listade i Catalogue of Life.